# Accademia Nazionale Virgiliana
La Academia Nacional Virgiliana de Ciencias, Letras y Arte (en italiano: Accademia Nazionale Virgiliana di Scienze Lettere ed Arti) es una institución científica italiana.
Los objetivos principales de la academia son la producción de estudios originales en todos los campos del conocimiento, la promoción de la investigación científica, la profundización del conocimiento de Virgilio y sus obras así como de la historia de Mantua y su territorio, la coordinación y la difusión cultural.
La Academia Nacional Virgiliana tiene su sede en el Palacio de la Academia Nacional Virgiliana (en italiano: Palazzo dell'Accademia Nazionale Virgiliana), en Mantua (Italia).

## Historia
La Academia Nacional Virgiliana forma parte de la larga tradición de asociaciones literarias y artísticas que surgieron en Mantua durante la dominación de la familia Gonzaga.
En el siglo XVII, la Academia de los Invitti estuvo activa en Mantua y en 1648 tomó el nombre de Academia de los Timidi. Muy activa en la vida de la ciudad, su actividad se orientó a las representaciones teatrales así como a las disertaciones en prosa y verso, en latín e italiano.
José II, cogobernante con su madre, la emperatriz María Teresa, informó al conde Firmian, gobernador de Lombardía, el 20 de julio de 1767, de su intención de reformar la Academia de los Timidi, abriéndola a los estudios científicos. Se decidió entonces que la elección de sus miembros se extendiera a la élite intelectual de toda la Lombardía austriaca y que la renovada academia se dividiera en cuatro clases: Filosofía, Matemáticas, Física Experimental y Bellas Artes.

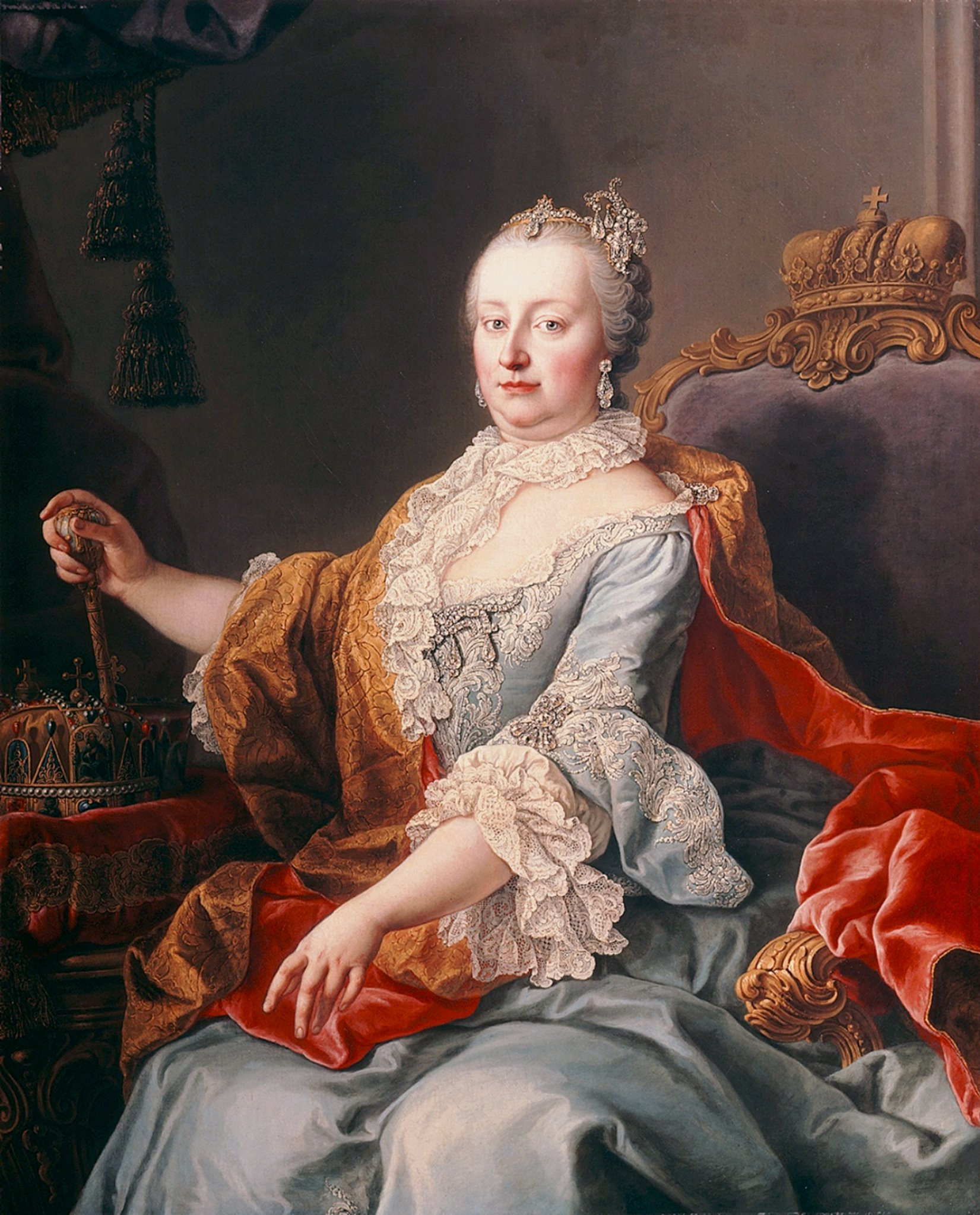
María Teresa de Austria (1717-1780)

El acto formal de establecimiento de la academia por María Teresa, Emperatriz de Austria, está fechado el 4 de marzo de 1768. Con el nombre de "Reale",  Real Academia de Ciencias y Bellas Letras (Reale Accademia di Scienze e Belle Lettere), la academia se convirtió, en la época de los Habsburgo, en una verdadera institución universitaria, famosa en Italia y en el extranjero. Se fusionó en 1775 con la Academia Teresiana de Pintura y Escultura.
Las actividades de la academia incluían estudios e investigaciones en todos los campos del conocimiento de la época. Estimuló los estudios sobre los problemas más acuciantes de la época, en particular sobre la hidráulica y las aguas públicas, sobre las condiciones de higiene y sobre temas médico-quirúrgicos.
A raíz de la Campaña de Italia de Napoleón Bonaparte y la consiguiente nueva situación de la ciudad de Mantua, se decidió un nuevo plan para la academia, que cambiaría de nombre, asumiendo el título de Academia Virgiliana el 31 de mayo de 1797.
Después del Congreso de Viena, se asociaron a la academia importantes científicos, tanto nacionales como internacionales, entre los que se encontraban Lazzaro Spallanzani, Cesare Beccaria, Alessandro Volta y Pietro Vincenzo Monti. El emperador Francisco José revitalizó la Academia Virgiliana y, con un decreto imperial del 22 de enero de 1865, le dio el nombre de Regia Academia Virgiliana.
La actividad de la academia no fue modificada por el plebiscito del Véneto de 1866, que sancionó la anexión de la provincia de Mantua al Reino de Italia. Con el Real Decreto n.º 2376 del 16 de octubre de 1934, la Real Academia Virgiliana de Mantua recibió un nuevo estatuto. La proclamación de la República Italiana no interfirió en la labor de la academia, que adoptó su nombre actual en 1981, tras el Decreto Presidencial N.º 371 de 2 de mayo de 1981.

## Sede

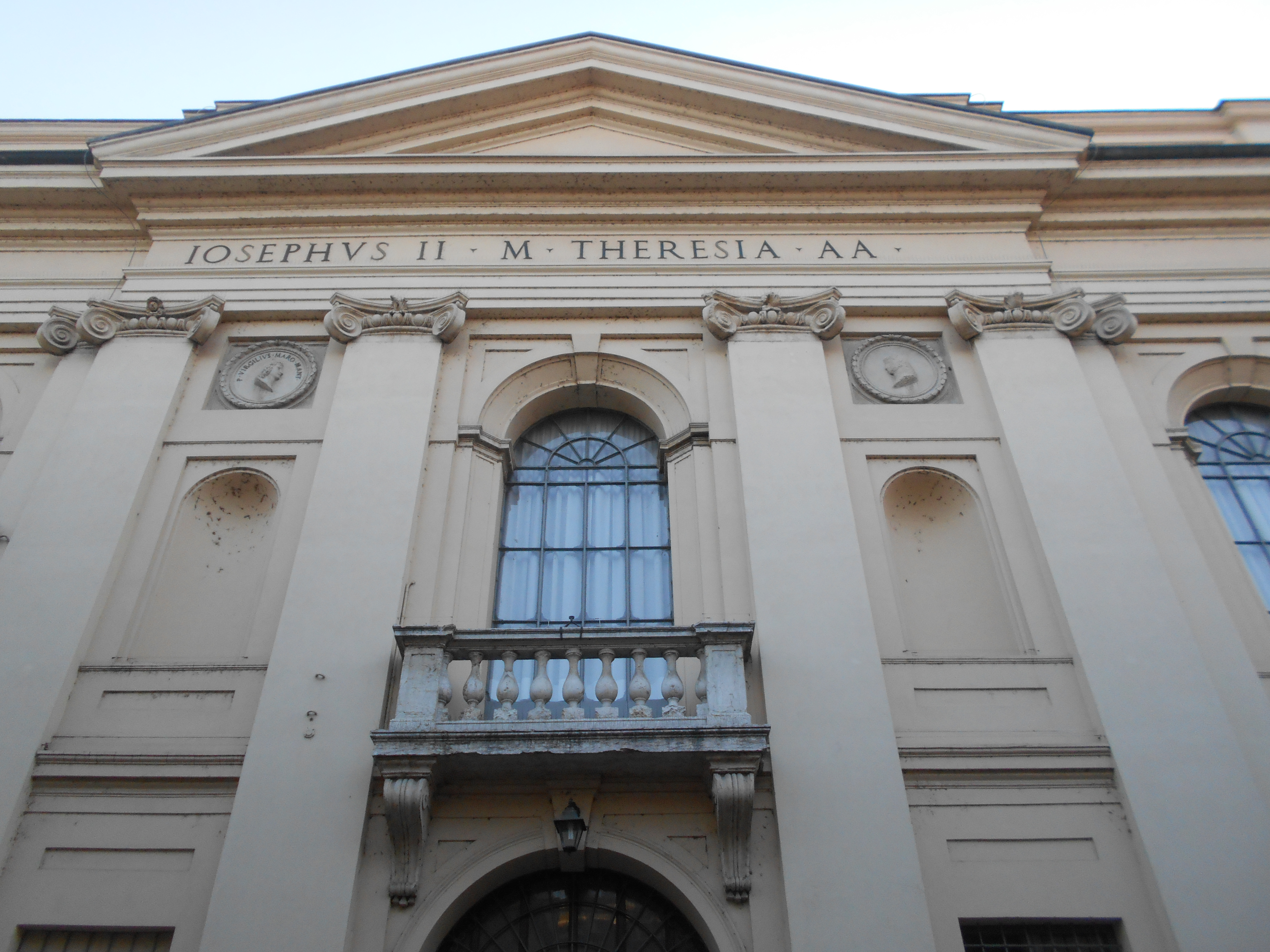
Mantua, sede de la Academia Nacional Virgiliana

La sede de la Academia Nacional Virgiliana es el palacio de la Academia Nacional Virgiliana, construido en el solar que ocupaba la residencia de los Gonzaga di Guastalla y los locales de la Academia de los Timidi.
En el palacio, diseñado por Giuseppe Piermarini y Paolo Pozzo en estilo neoclásico, se encuentra el Teatro Científico de Antonio Galli da Bibbiena, con planta acampanada y cuatro pisos de palcos superpuestos, destinado a los actos solemnes de la Academia e inaugurado en 1769. Wolfgang Amadeus Mozart tocó en el teatro el 16 de enero de 1770.

## Organización y actividades
La Academia Nacional Virgiliana se rige por el estatuto, aprobado por el decreto n.º 1151 del Presidente de la República Italiana el 19 de diciembre de 1983 e integrado por el decreto del Ministro del Patrimonio Cultural y Medioambiental del 24 de abril de 1996.
El cuerpo académico está compuesto por académicos ordinarios, en número no superior a 90; por académicos honorarios, en número no superior a 10; por académicos honorarios pro tempore, en número no superior a 10; por miembros correspondientes, en número no superior a 60; por académicos supernumerarios.
Los académicos ordinarios y los miembros correspondientes pertenecen a una de las tres clases de la Academia: la clase de Letras y Artes, la clase de Ciencias Morales y la clase de Ciencias Matemáticas, Físicas y Naturales; para cada clase hay 30 académicos ordinarios y 20 miembros correspondientes.
Desde 1863, la Academia publica los volúmenes de Actas y Memorias (Atti e Memorie) y lleva a cabo una intensa actividad editorial.
La Academia Nacional Virgiliana instituye cada dos años el Premio Internacional Virgilio, destinado a promover los estudios sobre la figura y la obra del gran poeta latino, dividido en dos secciones: el "Premio Vergilius" y el "Premio Mantua" (este último reservado a los estudiosos que no hayan superado los 40 años de edad en la fecha de la convocatoria).

## Biblioteca, archivo de música y archivo histórico

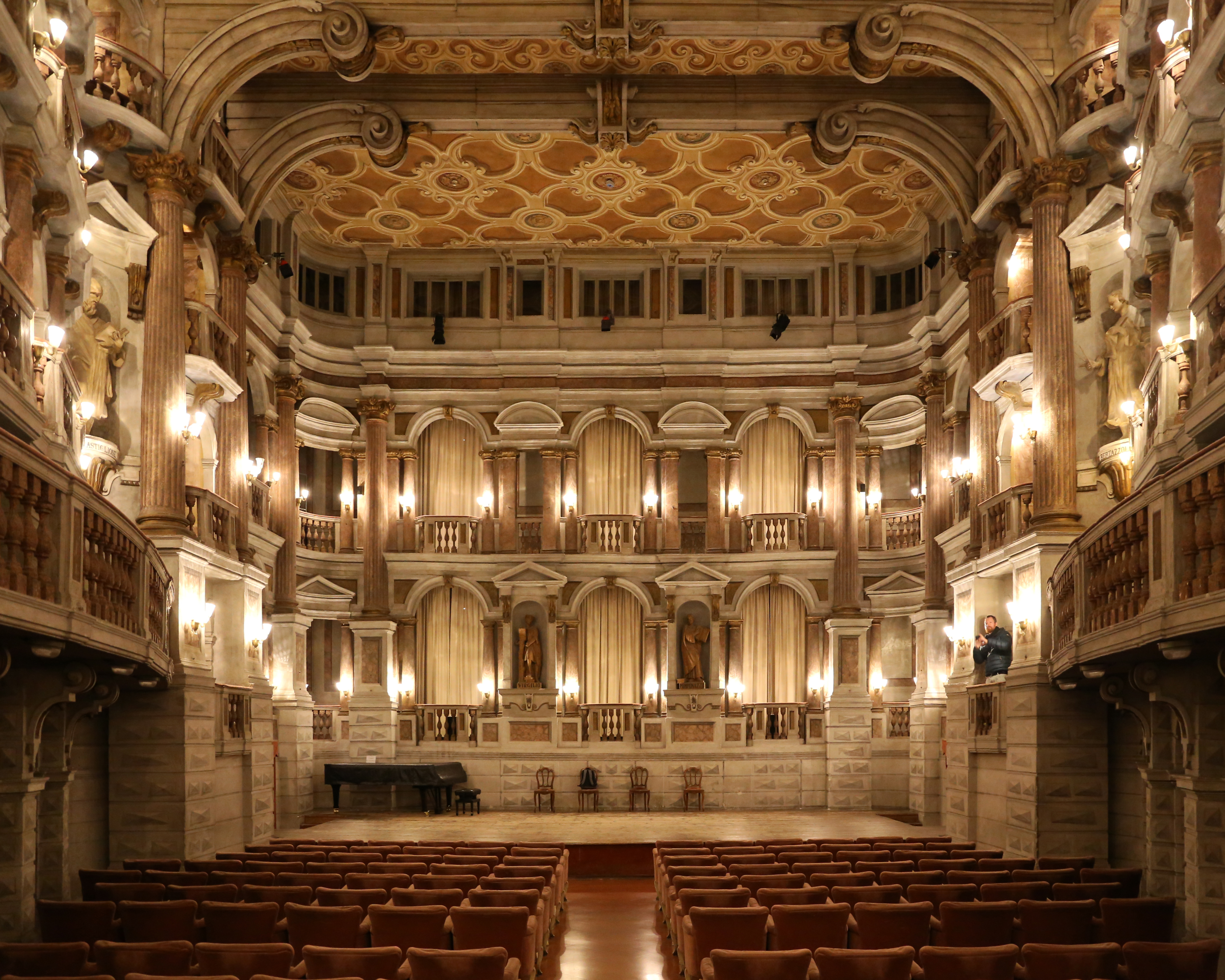
Mantua, Teatro Científico

La biblioteca de la Academia contiene actualmente una vasta colección de más de 40 000 libros.
El archivo de música tiene 426 partituras manuscritas del siglo XVIII.
El archivo histórico se remonta a la época de la fundación de la propia academia. El material documental conservado refleja, por un lado, la progresiva sedimentación de la documentación producida por las actividades administrativas y contables del Instituto y, por otro, la peculiar producción científica y literaria, fruto del ejercicio cultural de los académicos.
Una sección del archivo histórico incluye las disertaciones manuscritas (se conservan unas 550, divididas en 20 sobres, de los sobres 42 a 61) de quienes participaron, entre 1768 y 1796, en los concursos convocados por la academia para las cuatro clases de Filosofía, Matemáticas, Física y Bellas Artes; además, las disertaciones mensuales leídas por los académicos durante las reuniones periódicas y divididas en varios grupos de temas: Educación, Filosofía, Historia Natural, Hidráulica, Artes y Oficios, Bellas Artes, Historia, Bellas Artes y Música, Arqueología, Medicina y Veterinaria, Higiene y Cirugía, Agronomía, Legislación, Crítica, Matemáticas.
Cientos de impresiones se digitalizan en la sección de la Colección de Impresiones, cada una con una hoja técnica específica.

## Presidentes
- Carlo Ottavio di Colloredo (1768-1786)
- Giambattista Gherardo d'Arco (1786-1791)
- Girolamo Murari dalla Corte (1792-1798)
- Angelo Petrozzani (1798-1801)
- Girolamo Murari dalla Corte (1801-1832)
- Federico Cocastelli di Montiglio (1834-1847)
- Antonio Guidi di Bagno (1847-1865)
- Adelelmo Cocastelli di Montiglio (1865-1867)
- Giovanni Arrivabene (1867-1881)
- Giambattista Intra (1881-1907)
- Antonio Carlo dall'Acqua (1907-1928)
- Pietro Torelli (1929-1948)
- Eugenio Masè Dari (1948-1961)
- Vittore Colorni (1961-1972)
- Eros Benedini (1972-1991)
- Claudio Gallico (1991-2006)
- Giorgio Bernardi Perini (2006-2009)
- Giorgio Zamboni (2009-2011)
- Piero Gualtierotti (2011-2019)
- Roberto Navarrini (2019-...)

El título de Prefecto se utilizó de 1767 a 1797 y de 1799 a 1934; el título de Presidente, de 1797 a 1799 y de 1934 a la actualidad.

## Académicos distinguidos
- Cesare Beccaria
- Saverio Bettinelli
- Gino Fano
- Lorenzo Mascheroni
- Sextius Alexandre François de Miollis
- Antonio Paolucci
- Giuseppe Parini
- Carlo Rosmini
- Antonio Scarpa
- Lazzaro Spallanzani
- Pietro Verri
- Alessandro Volta[3]